# Ді-Сото (Міссурі)
Ді-Сото (англ. De Soto) — місто (англ. city) в США, в окрузі Джефферсон штату Міссурі. Населення — 6449 осіб (2020).

## Географія
Ді-Сото розташоване за координатами 38°8′28″ пн. ш. 90°33′39″ зх. д. / 38.14111° пн. ш. 90.56083° зх. д. (38.140996, -90.560830).  За даними Бюро перепису населення США в 2010 році місто мало площу 11,14 км², уся площа — суходіл.

## Демографія
Згідно з переписом 2010 року, у місті мешкало 6400 осіб у 2629 домогосподарствах у складі 1633 родин. Густота населення становила 575 осіб/км².  Було 2927 помешкань (263/км²).
Расовий склад населення:
| - 95,8 % — білих - 1,6 % — чорних або афроамериканців - 0,4 % — корінних американців - 0,4 % — азіатів |

До двох чи більше рас належало 1,4 %. Частка іспаномовних становила 0,8 % від усіх жителів.
За віковим діапазоном населення розподілялося таким чином: 24,8 % — особи молодші 18 років, 59,1 % — особи у віці 18—64 років, 16,1 % — особи у віці 65 років та старші. Медіана віку мешканця становила 36,8 року. На 100 осіб жіночої статі у місті припадало 89,2 чоловіків;  на 100 жінок у віці від 18 років та старших — 84,3 чоловіків також старших 18 років.
Середній дохід на одне домашнє господарство  становив 43 010 доларів США (медіана — 35 500), а середній дохід на одну сім'ю — 54 009 доларів (медіана — 45 699). За межею бідності перебувало 22,8 % осіб, у тому числі 30,0 % дітей у віці до 18 років та 12,9 % осіб у віці 65 років та старших.
Цивільне працевлаштоване населення становило 2265 осіб. Основні галузі зайнятості: освіта, охорона здоров'я та соціальна допомога — 28,5 %, роздрібна торгівля — 14,5 %, будівництво — 10,6 %, науковці, спеціалісти, менеджери — 9,2 %.